# Bröselmaschine
Bröselmaschine ist eine Duisburger Band, die 1968 von Peter Bursch und Willi Kissmer gegründet wurde.

## Geschichte
Die Bröselmaschine ging aus der 1966 gegründeten Folk-Band Les Autres hervor. Der Name geht zurück auf eine Cannabis-Zerkleinerungsapparatur und das Geräusch eines Motorrads, das einem Freund von Jenni Schücker gehörte. Die Bandmitglieder lebten in einer Kommune im Duisburger Dellviertel und gehörten Ende der 1960er Jahre zu den deutschen Rock-Gruppen der ersten Stunde. Die Band bestand bei ihrer Gründung aus den Musikern Peter Bursch, Willi Kissmer, Lutz Ringer, Jenni Schücker, Michael Hellbach. Daneben gehörten weitere Personen zum Umfeld der Gruppe, darunter der Herausgeber und Schriftsteller Helmut Loeven.
Die Gruppe löste sich 1973 auf. 1974, 1975 und 1984 erfolgten Neuformationen. Seit Dezember 2005 steht die Band, initiiert durch einen WDR-Rockpalast-Fernsehmitschnitt bei dem auch Ex-Mitglied Helge Schneider mitwirkte, wieder auf der Bühne. Aus der Formation von 1975 sind noch Peter Bursch und Detlef Wiederhöft dabei, Michael Dommers spielte in der Formation 1983. Langjähriger Schlagzeuger der Band war Waldo Karpenkiel. Tom Plötzer und Manni von Bohr sind seit 2005 Mitglieder, und Liz vervollständigte die Formation Ende 2014. Sie wurde mittlerweile durch Stella Tonon ersetzt. Ergänzt wird die Band durch Nippy Noya oder Pitti Hecht an Percussion-Instrumenten.
Im Mai 2008 veröffentlichte die Band eine DVD und eine CD, auf der Konzertmitschnitte des Burg-Herzberg-Festivals und des Rockpalast-Konzerts Bonn sowie Interviews zu sehen und zu hören sind.
Mit Indian Camel veröffentlichte die Band im Juni 2017 nach einjähriger Arbeit das erste Studioalbum nach 32 Jahren. An der Produktion wirkten als Gäste Helge Schneider, Lulo Reinhardt und Nippi Noya mit. Als Inspiration für den Albumtitel und die Songs dienten Gitarrist Peter Bursch die orientalischen Abenteuergeschichten von Karl May, die er in seiner Kindheit mit Vorliebe las.
Im Jahr 2018 feierte die Band das 50-jährige Bestehen mit verschiedenen Konzerten u. a. auf dem Herzberg-Festival, und mit einer Ausstellung in der Cubus-Kunsthalle würdigte die Stadt Duisburg ihr langjähriges Schaffen.
Oktober 2019 veröffentlichte die Band mit Elegy ihr sechstes Studioalbum. Als Gäste wirkten Helge Schneider (Saxophon) und Tamara Sidorova (Violine) mit.
In Kooperation mit dem Rockpalast erschien Anfang 2023 ein Live-Mitschnitt vom Konzert in der ehemaligen Zeche Heinrich-Robert in Hamm, das in der Coronazeit aufgenommen wurde.

## Diskografie
- 1971: Bröselmaschine (2022 auf Vinyl neu veröffentlicht)
- 1976: Peter Bursch und die Bröselmaschine
- 1978: I Feel Fine
- 1985: Graublau
- 2008: Live (auch als DVD)
- 2017: Indian Camel (CD und Vinyl)
- 2018: It Was 50 Years Ago Today (50 Jahre Bröselmaschine, Box mit 5 CDs und 2 DVDs)
- 2019: Elegy (CD und Vinyl)
- 2023: Live im Rockpalast (CD und Vinyl)

## Auszeichnungen
Im Juni 2014 wurde das erste Album der Bröselmaschine vom New Yorker Musik-Blog Pigeons & Planes auf Platz 13 der 20 wichtigsten Krautrockalben gewählt.